# Reddingsbootethiek

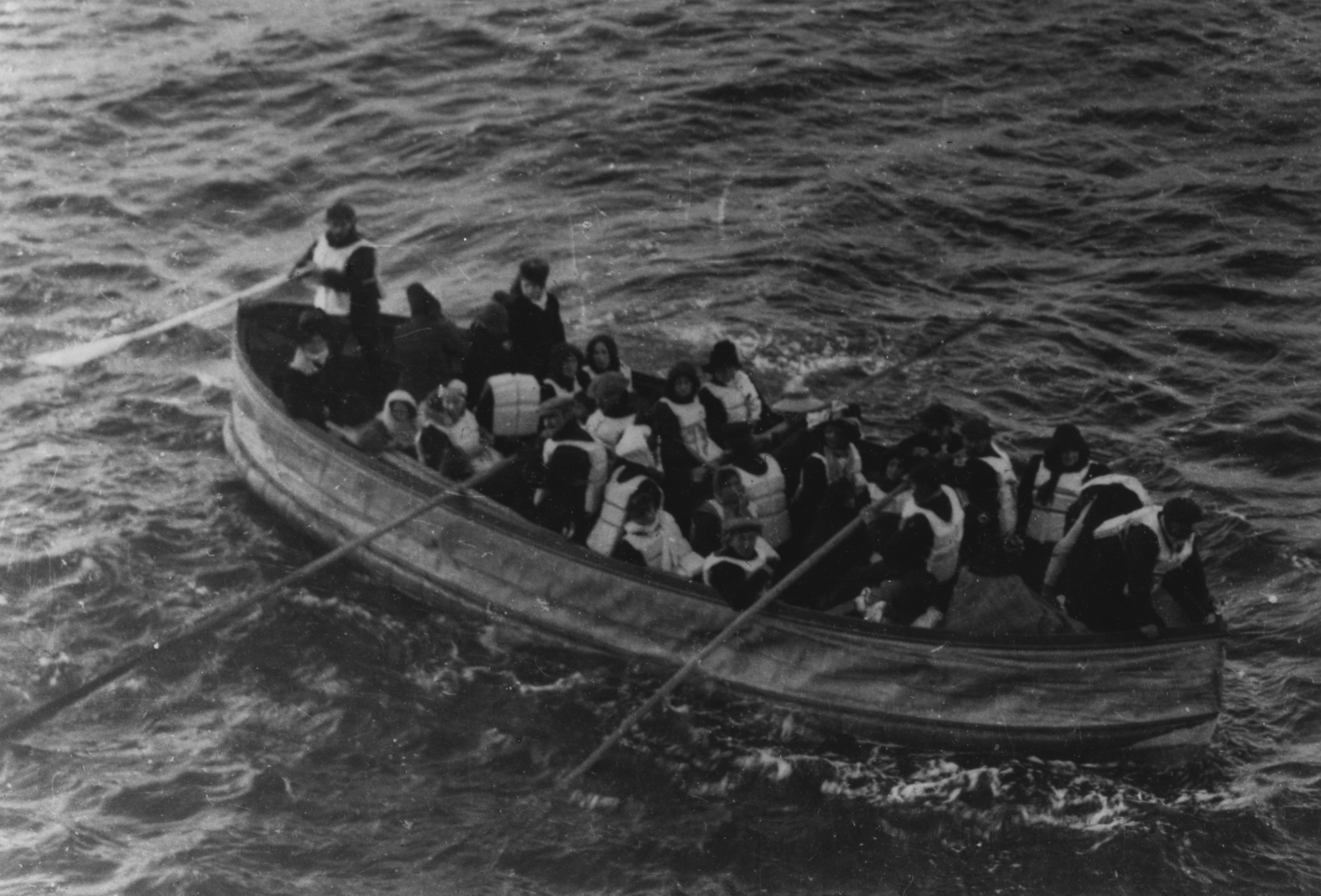
Hardin gebruikt de metafoor van een reddingsboot voor zijn argument.

Reddingsbootethiek (Engels: Lifeboat ethics) is een gedachte-experiment in de ethiek en milieufilosofie die door Garrett Hardin in 1974 werd uitgewerkt om de vraag hoe men een beperkt aantal grondstoffen moet verdelen te illustreren. 
Hardin stelt dat men zich een reddingsboot moet indenken waarop 50 mensen zitten met plaats voor tien extra mensen. De reddingsboot dobbert in een zee waarin nog talloze mensen zwemmen. Het dilemma dat Hardin hierbij opwerpt is of men (en hoeveel men van) de zwemmers aan boord moet laten.
Hardin contrasteert deze reddingsboot met de klassieke metafoor van het ruimteschip aarde (Spaceship Earth) dat door velen in discussie rond ethische en milieufilosofische problematiek wordt gebruikt. Klassiek wordt de aarde opgevat als een gedeeld ruimteschip waarin iedere mens zijn deel krijgt. Het probleem met deze opvatting is volgens Hardin echter dat dit lijkt te suggereren dat er een leider is die het ruimteschip bestuurt, terwijl dat op de aarde niet zo is. Het ruimteschipmodel, waarbij iedereen principieel zijn deel heeft, leidt volgens Hardin tot de tragedie van de meent (Tragedy of the commons). Hardins reddingsbootethiek houdt echter rekening met het verschil tussen het rijke westen (de reddingsboot) en de derdewereldlanden (de mensen in het water) en het feit dat er niet genoeg grondstoffen (plaats) is om allemaal te redden. 
Reddingsbootethiek hangt dan ook nauw samen met milieubeleid en bio-ethiek, utilitarisme en de vraag naar het opraken van de aardse grondstoffen. Hardin zelf past dit gedachte-experiment toe om beleidsprincipes zoals ontwikkelingshulp, immigratie en voedselbanken in vraag te stellen.

## Kritiek
Er is ook kritiek gekomen op het idee van reddingsbootethiek. Zo stelde Dustin Heese dat het Malthusiaans plafond verschoof in de tijd sinds Hardin publiceerde. Als we dit meenemen in de metafoor van de roeiboot, dan breidt deze roeiboot dus langzaam uit en zijn er steeds meer voorraden aan boord, iets waar Hardin geen rekening mee hield. Heese beschuldigt Hardin ervan al een positie ingenomen te hebben in het debat rondom immigratie en hulp aan derdewereldlanden en daar een metafoor bij bedacht te hebben.
Stephen Condit gaat nog een stap verder; hij stelde dat Hardin uitging van een fout startpunt. Hardin meende namelijk dat de enige waarde die er toe deed, overleving was, ook voor toekomstige generaties. Condit stelt echter dat Hardin veel te veel nadruk legt op het biologische imperatief van de mens en te weinig denkt aan morele factoren. Volgens Condit moet de gemeenschap veel minder nauw gedefinieerd worden dan de mensen in de boot; de mensen buiten de boot en zelfs de natuur die als voeding dient voor de mensen in de boot horen hier ook bij. Hij bouwt hierbij voort op Paul Tillich.